# 허리케인 에타
허리케인 에타(Hurricane Eta)는 2020년에 북대서양에서 발생한 29번째 열대성 저기압이며 6번째 메이저 허리케인이다. 에타가 지나간 자메이카와 미국 중부, 쿠바, 바하마 등 여러 나라에서 심각한 피해가 일어났다.

## 허리케인의 진행
2020년 제28호 허리케인 에타는 UTC 기준으로 11월 1일 0시에 발생하였다. 발생한 이후, 에타는 빠르게 발달하면서 11월 3일 오전 6시 UTC에 1분 최대풍속 130kt, 최저기압 922hPa로 최전성기를 맞이하였다. 하지만, 11월 3일 오후 9시 UTC에 니카라과 푸에르토카베사스에 상륙하였고, 육상마찰로 인해 열대저기압으로 약화되었다. 그러나, 다시 온두라스 만으로 진출하면서 점차 발달하기 시작하였고, 멕시코만에서 11월 11일에 다시 전성기를 맞이하였다. 그 후, 미국 플로리다 주에 상륙해 약화되면서 11월 13일, 온대저기압으로 변질되었다.

## 피해

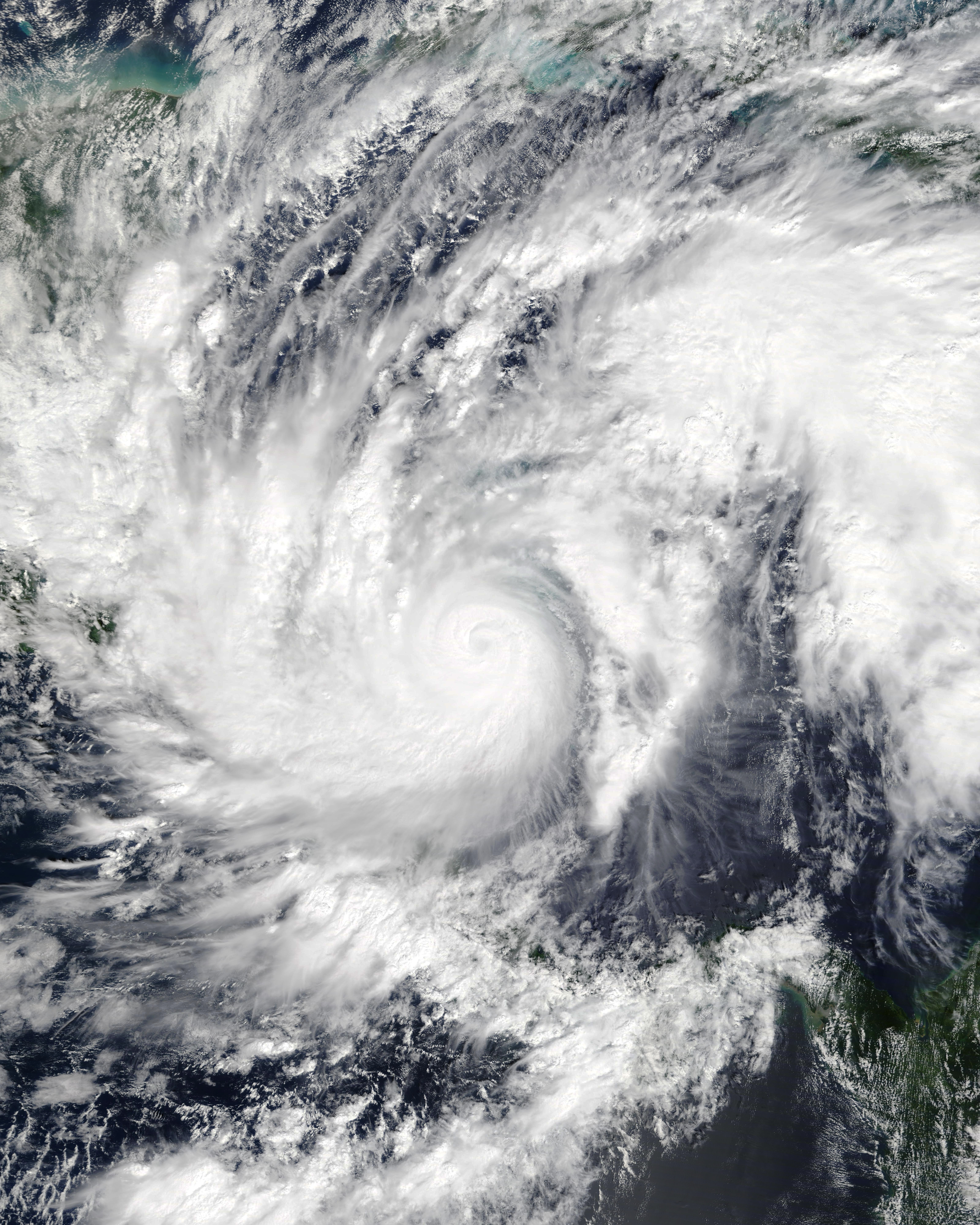
허리케인 에타가 니카라과에 11월 3일 착륙하였다.

허리케인 에타는 미국, 니카라과, 쿠바, 온두라스 등 여러 나라에 피해를 끼쳤다.

이에 대한 총 사망자 수는 175명, 실종자 수는 100명 이상으로 확인되었으며, 피해는 약 83억 달러로 추정된다. 이와 같이 많은 피해가 발생하여 허리케인 에타는 제명되었다. 

- 허리케인 에타로 인해 발생한 나라별 사망자 수
  - 미국 사망자 수: 11명
  - 니카라과 사망자 수: 2명
  - 과테말라 사망자 수: 53명
  - 온두라스 사망자 수: 74명
  - 멕시코 사망자 수: 27명
  - 파나마 사망자 수: 19명
  - 엘살바도르 사망자 수: 1명
- 허리케인 에타로 인해 발생한 나라별 실종자 수
  - 과테말라 실종자 수: 96명
  - 파나마 실종자 수: 12명
  - 멕시코 실종자 수: 4명
  - 온두라스 실종자 수: 8명

## 같이 보기
- 2020년 북대서양 허리케인